# 松原通

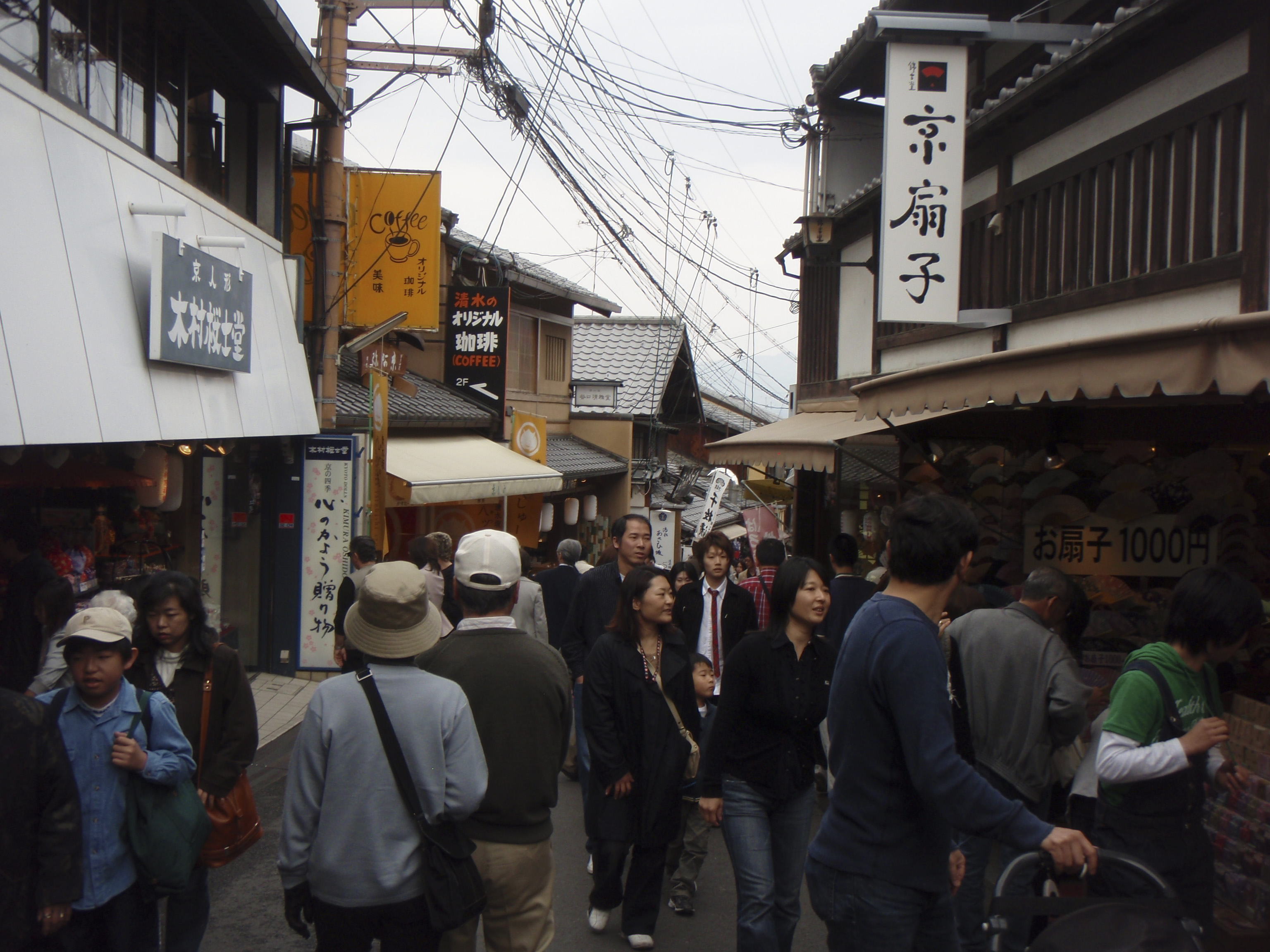
清水寺門前附近

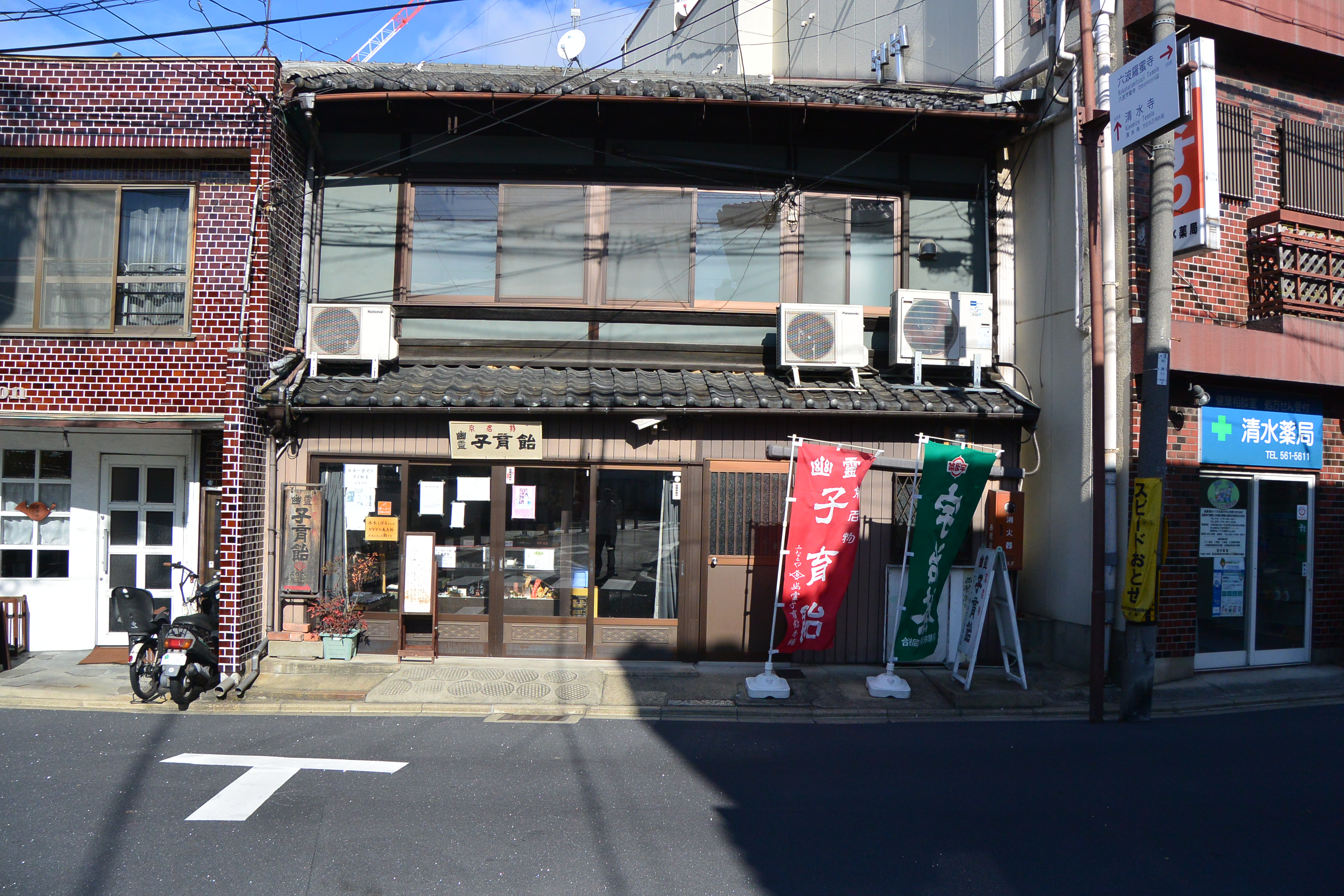
幽靈子育飴

松原通（日语：／ Matsubara-dōri）是日本京都府京都市的东西向街道。

## 概要
松原通东到东山区清水寺门前，西到佐井西通的一筋西。其东端清水寺門前到東大路通段，又名清水道。寺町通以西，是平安京的五条大路。
丰臣秀吉将五条大桥南移后，原本的小路遂成为五条通，而原本的五条通则改名为松原通。换言之，牛若丸和武藏坊辨慶见面的五条大桥是在今日的松原通。
今日的松原桥是1935年鸭川洪水塌陷之后重建的。
这是一条有历史的街道，昔日祇園祭的「山鉾巡行」在此举行。八坂神社和伏见稻荷大社祭典的边界线就是在这里。

## 沿街设施
- 清水寺
- 產寧坂
- 六道珍皇寺
- 六波羅蜜寺
- 京都府東山警察署
- 京都信用金庫本店
- 明王院不動寺
- 長香寺
- 五條天神社
- 京都府堀川警察署
- 日本烟草产业京都会館
- 菱六
- 幽靈子育飴